# Tiefseeebene

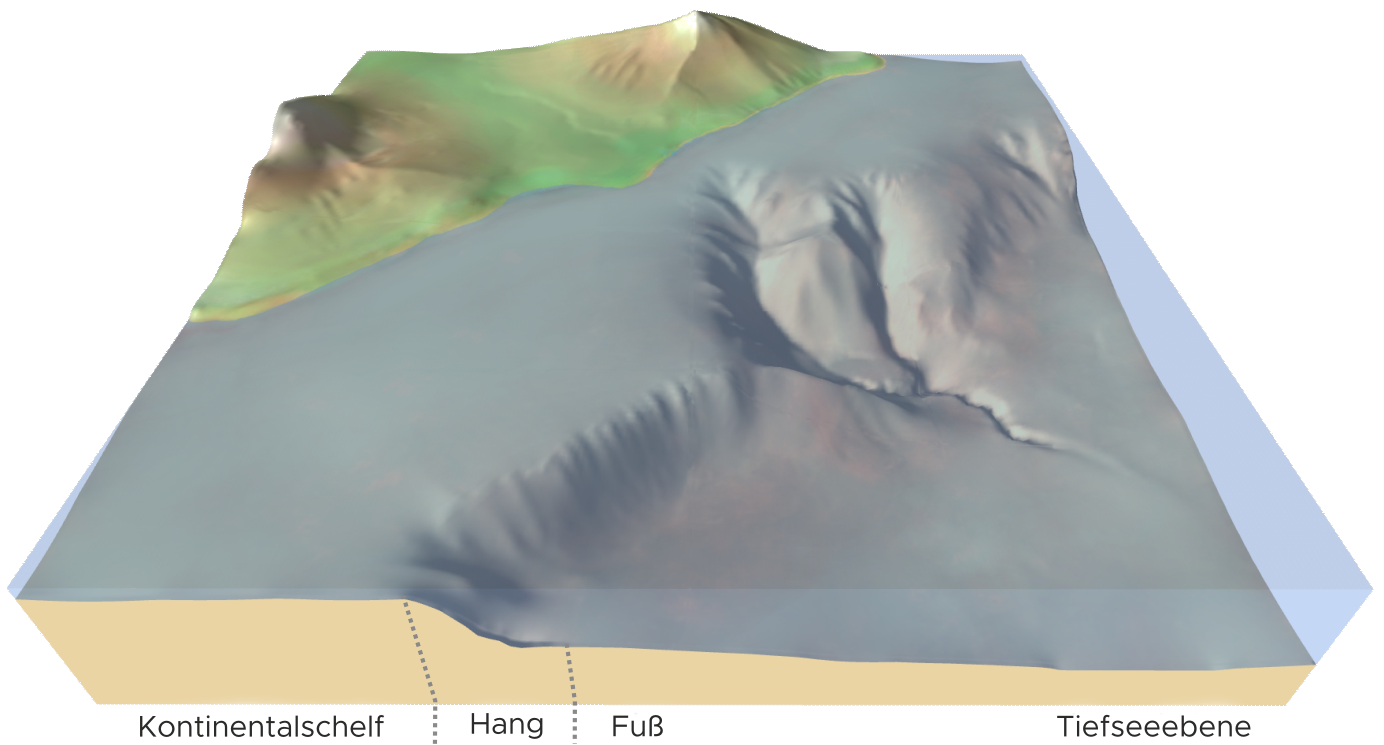
Übergang eines Kontinentalrandes in eine Tiefseeebene

Schematischer Querschnitt des Ozeanbodens (Tiefseeebene = Abyssal Plain)

Die Tiefseeebene (auch Abyssal-Ebene) ist ein flaches Meeresbodengebiet, das 3000 bis 6000 m unterhalb des Meeresspiegels liegt und in der Regel an einen Kontinent angrenzt. Sie gehört zu den flachsten Gebieten der Erdkruste, mit 10 bis 100 cm Höhenunterschied pro horizontalem Kilometer.
Tiefseeebenen bilden im Verbund mit Tiefseehügeln, Tiefseeschwellen und Stufenregionen die Tiefseebecken.

## Vorkommen
Tiefseeebenen haben meist ein unregelmäßiges Profil und verlaufen entlang der Kontinentalränder, die größeren Ebenen sind hunderte Kilometer breit und mehrere tausend Kilometer lang. Allein die Sohm-Ebene im Nordatlantik hat eine Fläche von ca. 900.000 Quadratkilometern. Am häufigsten und größten treten die Ebenen im Atlantik auf, weniger häufig sind sie im Indischen Ozean und noch seltener im Pazifik, wo sie hauptsächlich als kleine, flache Böden von Randmeeren oder als schmale, längliche Böden von Tiefseegräben vorkommen.

## Entstehung und Zusammensetzung

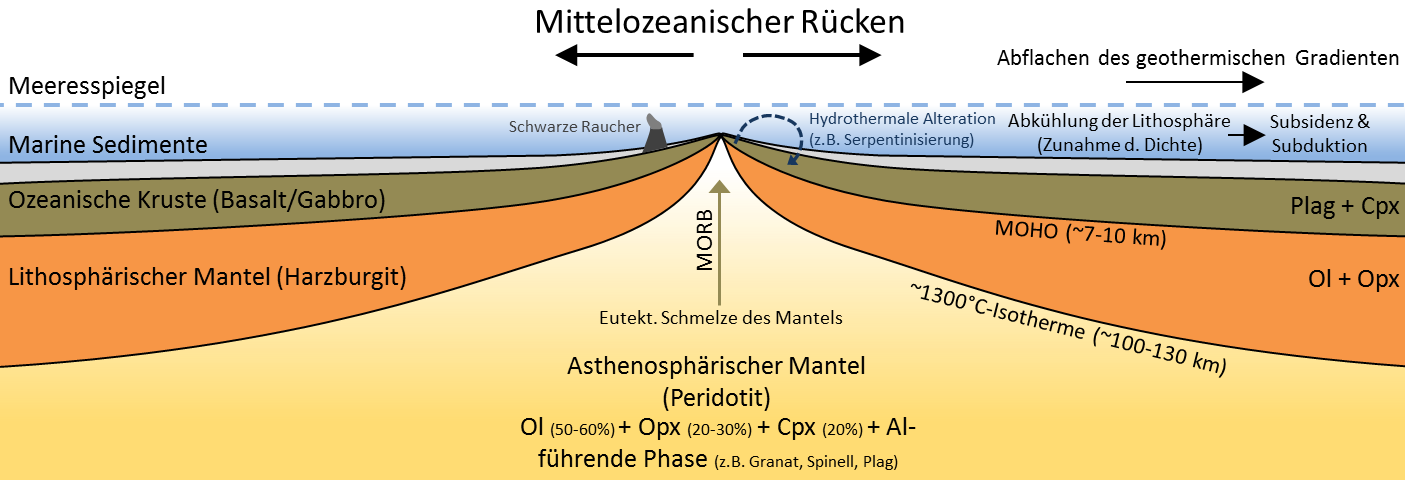
Krustenbildung an einem Mittelozeanischen Rücken

Tiefseeebenen werden wie die restliche Ozeanische Kruste hauptsächlich durch Ozeanbodenspreizung gebildet. Material der Asthenosphäre steigt zwischen den divergierenden Lithosphärenplatten auf und bildet je nach Spreizungsrate flache bis zerklüftete Mittelozeanische Rücken. Das vor allem basaltische Material kühlt mit der Zeit aus und nähert sich in den Tiefen zwischen 3000 und 6000 Metern einer stabilen Dichte an. Durch diese annähernde Stabilität sinkt das Material kaum mehr ab und es können sich Tiefseeebenen bilden. Durch Sedimentation, hauptsächlich von terrigenem Ton und Schluff, werden die groben unregelmäßigen Basaltflächen eingeebnet. Ein Großteil dieses Sediments wird durch Trübeströme der Kontinentalhänge eingetragen. Die tieferen Ebenen sind meist mit pelagischen Sedimenten bedeckt, die mit sehr niedrigen Sedimentationsraten (Millimeter bis Zentimeter pro 1000 Jahre) abgelagert wurden. Unterhalb der Lysokline geht die Sedimentation zu endlosen reliefarmen Gebieten, dominiert durch roten Tiefseeton, über. Metallische Knollen sind in einigen Bereichen der Ebene mit unterschiedlichen Konzentrationen von Metallen, einschließlich Mangan (siehe Manganknolle), Eisen, Nickel, Kobalt und Kupfer, üblich.

## Biodiversität
Typisch für Tiefseeebenen ist das Auftreten von Hydrothermalquellen und Cold Seeps, die zu den am dichtesten besiedelten Lebensräumen der Tiefsee zählen. Bakterien nutzen die im Wasser gelösten Schwefelwasserstoffe durch Chemosynthese, um Primärenergie zu erzeugen. Die Bakterien selbst dienen Tieren wie Schwämmen, Hohltieren, Würmern, Krebsen und Stachelhäutern als Nahrung. Das Tierleben der Tiefsee ist sehr vielfältig und weitestgehend unerforscht. Bisher wurden an die 200.000 Arten von Bodenbewohnern identifiziert, allerdings wird davon ausgegangen, dass noch Millionen von Arten unentdeckt geblieben sind. Die größte Artenvielfalt ist dabei durch kleine Bewohner des Tiefseeschlammes zu erwarten. Aufgrund des Sauerstoff- und Lichtmangels sind Tiefseebecken jedoch ohne Pflanzenleben.

## Fläche der Tiefseeebenen nach Meeren
Tiefseeebenen machen global eine Gesamtfläche von rund 101.000.000 km2 aus. Werden Tiefseehügel und -berge miteinbezogen, beläuft sich die Gesamtfläche auf ca. 307.000.000 km2, was etwa 60 % der Erdoberfläche darstellt. Die folgenden Angaben beziehen sich auf die Fläche der Tiefseeebenen ohne Tiefseehügel und -berge:
- Arktischer Ozean – ca. 2.068.570 km2
- Indischer Ozean – ca. 21.772.790 km2
- Mittelmeer & Schwarzes Meer – ca. 612.870 km2
- Nordatlantik – ca. 10.255.540 km2
- Nordpazifik – ca. 24.906.630 km2
- Südatlantik – ca. 10.033.650 km2
- Südpazifik – ca. 22.648.400 km2
- Südpolarmeer – ca. 8.565.270 km2